# Hobson
Hobson és una població dels Estats Units a l'estat de Montana. Segons el cens del 2000 tenia 244 habitants.

## Demografia
Segons el cens del 2000, Hobson tenia 244 habitants, 108 habitatges, i 77 famílies. La densitat de població era de 376,8 habitants per km².
Dels 108 habitatges en un 25,9% hi vivien nens de menys de 18 anys, en un 59,3% hi vivien parelles casades, en un 10,2% dones solteres, i en un 27,8% no eren unitats familiars. En el 25% dels habitatges hi vivien persones soles el 10,2% de les quals corresponia a persones de 65 anys o més que vivien soles. El nombre mitjà de persones vivint en cada habitatge era de 2,26 i el nombre mitjà de persones que vivien en cada família era de 2,71.
Per edats la població es repartia de la següent manera: un 24,6% tenia menys de 18 anys, un 3,3% entre 18 i 24, un 19,3% entre 25 i 44, un 34% de 45 a 60 i un 18,9% 65 anys o més.
L'edat mediana era de 46 anys. Per cada 100 dones de 18 o més anys hi havia 97,8 homes.
La renda mediana per habitatge era de 30.179 $ i la renda mediana per família de 35.139 $. Els homes tenien una renda mediana de 21.750 $ mentre que les dones 13.750 $. La renda per capita de la població era de 15.002 $. Aproximadament el 19,2% de les famílies i el 20,7% de la població estaven per davall del llindar de pobresa.

## Poblacions més properes
El següent diagrama mostra les poblacions més properes.